# آبي ويليام ميلر
آبي ويليام ميلر هو سياسي كندي، ولد في 25 مارس 1897، وتوفي في 30 سبتمبر 1964. حزبياً، نشط في الحزب الليبيرالي الألبرتي. وقد انتخب عضو الجمعية التشريعية ألبرتا.